# Reine Jönsson
Ulf Reine Jönsson, född 27 februari 1960 i Näsum, Skåne, är en svensk tonsättare.

## Biografi
Under ungdomsåren gav Reine Jönsson en serie uppmärksammade konserter på Kristianstads konserthus, då han tillsammans med en annan ung Kristianstadstonsättare, Björn Larsson, arrangerade konserterna "Unga spelar musik av unga" åren 1979-1981.
Under dessa år (1979-80) studerade Jönsson musikvetenskap i Lund innan han 1981 började på Musikhögskolan i Stockholm. Åren 1981-85 gick han musikerlinjen med inriktning arrangering och komposition. 1986-90 fortsatte han sina studier med påbyggnadsutbildning i komposition. Under åren på musikhögskolan studerade han bland annat för Sven-David Sandström, Daniel Börtz och Anders Eliasson.
Jönsson har över 60 opus på sin verklista, som innehåller stycken för allt ifrån soloinstrument till stor orkester, elektronisk musik samt ett antal operor. Sommaren 2004 uppmärksammades operan Cecilia och apkungen, en opera utan sångtexter, beställd och uruppförd på Drottningholms slottsteater väckte stort publikintresse och är även visad på  SVT. Hans musik är  skenbart enkel med ett tydligt melodiskt inslag, men med en rytmisk pregnans och sofistikerad kontrapunkt. Man kan ana österländska influenser, även om det också finns ett genuint skandinaviskt tonspråk och klanger.

## Verkförteckning (urval)
- Expression 1979 (Improvisatoriskt stycke skrivet tillsammans med Björn Larsson.
- Låt för stråkar 1980 (För stråkkvartett, beställning inför Regionmusikens 10-årsjubileum)
- Fire in the sky 1984 (Elektroakustisk musik)
- Nagel som rispar i muren 1985 (Stråkkvartett)
- Ngo’ Krov: När Gamlenallen och Knasiga Laban resonerar om livet 1986 (blandad kör)
- A kiss is just a kiss  1985 (Orkesterstycke)
- Tusen kyssar 1989 (För fyra mansröster)
- En knapp i fickan 1990 (Stråkkvartett)
- En symfoni 1990 (Orkester)
- Om att cykla 1992 (Kammarorkester)
- Liv och död 1994 (Kammarorkester)
- Gunsmoke in Utopia III 1995 (Opera för Malmö Opera)[2]
- Om hjärnan 1999 (Orkesterverk)
- Strändernas svall 2001 (Opera i tre akter. Beställningsverk för Vadstena-Akademien).
- En tråd i väven 2002 (Orkesterverk. Beställningsverk för Malmö Symfoniorkester)
- Cecilia och apkungen 2004 (Opera i två akter. Beställningsverk för Drottningholms slottsteater - inspelad av SVT)
- En sorts barnatro 2004 (alt, violin, violoncello, piano forte)
- Light, shadows... blue 2004 (gitarr)
- Hamlets aftonbön 2005 (En världslig kantat för soloröst, piano forte, violin, violoncello)
- Himmlen ... vänta! 2006 (orkester)
- Att glänsa 2007 (orkester, alt)
- Aqua 2008 (För 6 musiker med äldre tiders instrumentation)
- Vaggvisa 2009 (Sopransaxofon, gitarr)
- Vindögon (wind-eyes, windows) 2009 (gitarr, piano)
- Hamlet 2010 (Opera i två akter. Beställningsverk för Kungliga Operan)[3]
- Miraklet i Mare Balticum 2014 (Kammaropera för Musik i Syd/Malmö Opera, skriven för Ensemble Mare Balticums ålderdomliga instrument)